# Lucas Biglia
Lucas Rodrigo Biglia (Mercedes, provincia de Buenos Aires, 30 de enero de 1986) es un exfutbolista argentino con nacionalidad italiana. Jugaba como centrocampista.
Fue internacional con la Selección Argentina desde 2011 hasta 2018. En 2003 y 2005 ganó el Campeonato Sudamericano Sub-17 de 2003 y la Copa Mundial de Fútbol Sub-20 de 2005 respectivamente. Además, con la mayor participó en dos ediciones del Mundial (2014 y 2018) y en tres ediciones de la Copa América (2011, 2015 y 2016). El 30 de junio de 2018 anunció su retiro de la misma tras quedar eliminados frente a Francia en el Mundial Rusia 2018.

## Trayectoria

### Argentinos Juniors y Club Atlético Independiente
Luego de un promisorio paso por las categorías infantiles del Club Estudiantes de su ciudad natal, donde se destacaba como goleador pese a jugar de volante central, sus comienzos como jugador profesional fueron en las divisiones inferiores de la Asociación Atlética Argentinos Juniors durante los años 2004-2005 logrando un ascenso con compañeros de gran nivel como Leonardo Pisculichi, Gustavo Oberman y Jorge Quinteros. Posteriormente Argentinos lo transfiere y pasa a integrar las filas de Independiente de Avellaneda, en 2005-2006 (49 partidos jugados); luego desde ese club es transferido al RSC Anderlecht de Bélgica, que compra su pase.
En el año 2007 se corona campeón de la liga de fútbol de Bélgica, convirtiendo el gol en el partido definitorio con el cual el equipo blanco logró consagrarse. En 2012, su último año en el club, se coronó nuevamente campeón de la liga de dicho país.
Poco después de ganar el título, el director general del club Herman Van Holsbeeck confirmó que podría dejar el club.

### Italia
Después de cinco temporadas jugando en la Liga de Bélgica, logra su desvinculación del Anderlecht para llegar a Italia, más precisamente a la ciudad de Roma, para ser jugador del SS Lazio por cuatro temporadas.
El 14 de julio de 2017 fue fichado por el A. C. Milan por 17 millones de euros por tres temporadas.

### Turquía
El 14 de septiembre de 2020, libre tras haber finalizado su contrato con el A. C. Milan, firmó con el Fatih Karagümrük S. K. por dos años. Pasado ese tiempo se fue al Estambul Başakşehir F. K.

### Retiro
Tras terminar su estadía con Turquía, el 1 de julio de 2023 le puso punto final a su carrera como profesional.

## Selección nacional

### Selección juvenil
Fue llamado para disputar el Campeonato Sudamericano Sub-17 de 2003 en el que su selección se consagró campeón. También formó parte en la Copa Mundial de Fútbol Sub-17 de 2003 realizada en Finlandia logrando Argentina ser tercera.
Con la sub-20 resultó campeón de la Copa Mundial de Fútbol Juvenil de 2005 en Países Bajos.

#### Participaciones en Copas del Mundo
| Mundial        | Sede         | Resultado    | Partidos | Goles |
| -------------- | ------------ | ------------ | -------- | ----- |
| Sub-17 de 2003 | Finlandia    | Tercer lugar | 3        | 1     |
| Sub-20 de 2005 | Países Bajos | Campeón      | 6        | 0     |

#### Participaciones en Copas América
| Copa                     | Sede    | Resultado | Partidos | Goles |
| ------------------------ | ------- | --------- | -------- | ----- |
| Sudamericano Sub-17 2003 | Bolivia | Campeón   | 1        | 0     |

### Selección mayor
Luego de varias llamadas sin participaciones, ingresó algunos minutos en un partido amistoso frente a Portugal disputado en Suiza el 9 de febrero de 2011. Luego en marzo de ese año participó en otros dos amistosos contra Estados Unidos y Costa Rica, donde ingresó en el segundo tiempo del primero y fue titular en el segundo, jugando en un gran nivel. En ese partido quedaría como Capitán con la salida en el entretiempo de Javier Mascherano.
En junio de 2011 fue convocado en la lista de los 25 futbolistas que jugaron la Copa América 2011. En dicha competición jugó en primera ronda contra Costa Rica los últimos 15 minutos, partido que Argentina ganó 3 a 0. También disputó el partido de cuartos de final frente a Uruguay ingresando en el segundo tiempo, donde finalmente la Argentina perdería 5-4 por penales, luego de haber empatado 1-1 en el tiempo complementario. 
Fue citado por Alejandro Sabella para el Mundial de 2014 en donde jugó los 7 partidos que su selección disputó, comenzando la copa como suplente para luego convertirse en titular indiscutido. Luego del torneo Alejandro Sabella dejaría el cargo de DT, asumiendo en su lugar Gerardo Martino.
El 11 de mayo de 2015 el entrenador de la selección argentina, Gerardo Martino, dio a conocer la lista inicial preliminar de 30 convocados a la Copa América 2015 entre los que figuraba Lucas Biglia.
Empezó el Mundial de 2018 como titular, pero su participación se limitó a esos primeros 54 minutos, ya que se lesionó y no volvió a participar del torneo en el que la selección argentina sería eliminada en los octavos de final.

#### Participaciones en Copas del Mundo
| Mundial           | Sede   | Resultado        | Partidos | Goles |
| ----------------- | ------ | ---------------- | -------- | ----- |
| Copa Mundial 2014 | Brasil | Subcampeón       | 7        | 0     |
| Copa Mundial 2018 | Rusia  | Octavos de final | 1        | 0     |

#### Participaciones en Copas América
| Mundial                 | Sede           | Resultado        | Partidos | Goles |
| ----------------------- | -------------- | ---------------- | -------- | ----- |
| Copa América 2011       | Argentina      | Cuartos de final | 1        | 0     |
| Copa América 2015       | Chile          | Subcampeón       | 6        | 0     |
| Copa América Centenario | Estados Unidos | Subcampeón       | 3        | 0     |

## Estadísticas

### Clubes
Actualizado hasta su último partido disputado el 6 de junio de 2023.
| Club                              | Div.          | Temporada     | Liga  | Liga  | Liga   | Copas nacionales | Copas nacionales | Copas nacionales | Torneos internacionales | Torneos internacionales | Torneos internacionales | Total | Total | Total  |
| Club                              | Div.          | Temporada     | Part. | Goles | Asist. | Part.            | Goles            | Asist.           | Part.                   | Goles                   | Asist.                  | Part. | Goles | Asist. |
| --------------------------------- | ------------- | ------------- | ----- | ----- | ------ | ---------------- | ---------------- | ---------------- | ----------------------- | ----------------------- | ----------------------- | ----- | ----- | ------ |
| Argentinos Juniors Argentina      | 1.ª           | 2003-04       | 2     | 0     | 0      | —                | —                | —                | —                       | —                       | —                       | 2     | 0     | 0      |
| Argentinos Juniors Argentina      | 1.ª           | 2004-05       | 15    | 1     | 0      | —                | —                | —                | —                       | —                       | —                       | 15    | 1     | 0      |
| Argentinos Juniors Argentina      | Total club    | Total club    | 17    | 1     | 0      | 0                | 0                | 0                | 0                       | 0                       | 0                       | 17    | 1     | 0      |
| C. A. Independiente Argentina     | 1.ª           | 2004-05       | 11    | 0     | 0      | —                | —                | —                | —                       | —                       | —                       | 11    | 0     | 0      |
| C. A. Independiente Argentina     | 1.ª           | 2005-06       | 38    | 0     | 1      | —                | —                | —                | —                       | —                       | —                       | 38    | 0     | 1      |
| C. A. Independiente Argentina     | Total club    | Total club    | 49    | 0     | 1      | 0                | 0                | 0                | 0                       | 0                       | 0                       | 49    | 0     | 1      |
| R. S. C. Anderlecht · Bélgica     | 1.ª           | 2006-07       | 33    | 1     | 7      | 7                | 0                | 1                | 6                       | 0                       | 1                       | 46    | 1     | 9      |
| R. S. C. Anderlecht · Bélgica     | 1.ª           | 2007-08       | 30    | 1     | 1      | 9                | 0                | 0                | 12                      | 0                       | 2                       | 51    | 1     | 3      |
| R. S. C. Anderlecht · Bélgica     | 1.ª           | 2008-09       | 32    | 2     | 4      | 2                | 0                | 0                | 1                       | 1                       | 0                       | 35    | 3     | 4      |
| R. S. C. Anderlecht · Bélgica     | 1.ª           | 2009-10       | 34    | 1     | 9      | 2                | 1                | 0                | 12                      | 2                       | 0                       | 48    | 4     | 9      |
| R. S. C. Anderlecht · Bélgica     | 1.ª           | 2010-11       | 26    | 0     | 2      | 2                | 0                | 1                | 7                       | 0                       | 1                       | 35    | 0     | 4      |
| R. S. C. Anderlecht · Bélgica     | 1.ª           | 2011-12       | 30    | 2     | 11     | 1                | 0                | 0                | 7                       | 0                       | 1                       | 38    | 2     | 12     |
| R. S. C. Anderlecht · Bélgica     | 1.ª           | 2012-13       | 36    | 5     | 9      | 5                | 0                | 0                | 10                      | 0                       | 0                       | 51    | 5     | 9      |
| R. S. C. Anderlecht · Bélgica     | Total club    | Total club    | 221   | 12    | 43     | 28               | 1                | 2                | 55                      | 3                       | 5                       | 304   | 16    | 50     |
| S. S. Lazio · Italia              | 1.ª           | 2013-14       | 26    | 2     | 1      | 2                | 0                | 0                | 4                       | 0                       | 2                       | 32    | 2     | 3      |
| S. S. Lazio · Italia              | 1.ª           | 2014-15       | 27    | 3     | 2      | 4                | 1                | 1                | —                       | —                       | —                       | 31    | 4     | 3      |
| S. S. Lazio · Italia              | 1.ª           | 2015-16       | 27    | 4     | 2      | 3                | 0                | 0                | 6                       | 1                       | 3                       | 36    | 5     | 5      |
| S. S. Lazio · Italia              | 1.ª           | 2016-17       | 29    | 4     | 3      | 5                | 1                | 0                | —                       | —                       | —                       | 34    | 5     | 3      |
| S. S. Lazio · Italia              | Total club    | Total club    | 109   | 13    | 8      | 14               | 2                | 1                | 10                      | 1                       | 5                       | 133   | 16    | 14     |
| A. C. Milan · Italia              | 1.ª           | 2017-18       | 28    | 1     | 1      | 4                | 0                | 0                | 5                       | 0                       | 0                       | 37    | 1     | 1      |
| A. C. Milan · Italia              | 1.ª           | 2018-19       | 16    | 1     | 0      | 1                | 0                | 0                | 2                       | 0                       | 0                       | 19    | 1     | 0      |
| A. C. Milan · Italia              | 1.ª           | 2019-20       | 14    | 0     | 1      | —                | —                | —                | —                       | —                       | —                       | 14    | 0     | 1      |
| A. C. Milan · Italia              |               | Total club    | 58    | 2     | 2      | 5                | 0                | 0                | 7                       | 0                       | 0                       | 70    | 2     | 2      |
| Fatih Karagümrük SK Turquía       | 1.ª           | 2020-21       | 35    | 3     | 2      | —                | —                | —                | —                       | —                       | —                       | 35    | 3     | 2      |
| Fatih Karagümrük SK Turquía       | 1.ª           | 2021-22       | 33    | 1     | 4      | 4                | 1                | 1                | —                       | —                       | —                       | 37    | 2     | 5      |
| Fatih Karagümrük SK Turquía       | Total club    | Total club    | 68    | 4     | 6      | 4                | 1                | 1                | 0                       | 0                       | 0                       | 72    | 5     | 7      |
| İstanbul Başakşehir F. K. Turquía | 1.ª           | 2022-23       | 25    | 0     | 0      | 5                | 0                | 0                | 12                      | 0                       | 0                       | 42    | 0     | 0      |
| İstanbul Başakşehir F. K. Turquía | Total club    | Total club    | 25    | 0     | 0      | 5                | 0                | 0                | 12                      | 0                       | 0                       | 42    | 0     | 0      |
| Total carrera                     | Total carrera | Total carrera | 547   | 32    | 60     | 56               | 4                | 4                | 84                      | 4                       | 10                      | 687   | 40    | 74     |
| 1. 2. 3.                          |               |               |       |       |        |                  |                  |                  |                         |                         |                         |       |       |        |

### Selección nacional
Actualizado hasta su último partido disputado el 16 de junio de 2018.
| Selección          | Año             | Amistosos | Amistosos | Amistosos | Eliminatorias | Eliminatorias | Eliminatorias | Copa América | Copa América | Copa América | Mundial | Mundial | Mundial | Total | Total | Total  |
| Selección          | Año             | Part.     | Goles     | Asist.    | Part.         | Goles         | Asist.        | Part.        | Goles        | Asist.       | Part.   | Goles   | Asist.  | Part. | Goles | Asist. |
| ------------------ | --------------- | --------- | --------- | --------- | ------------- | ------------- | ------------- | ------------ | ------------ | ------------ | ------- | ------- | ------- | ----- | ----- | ------ |
| Absoluta Argentina | 2011            | 4         | 0         | 0         | ―             | ―             | ―             | 2            | 0            | 0            | ―       | ―       | ―       | 6     | 0     | 0      |
| Absoluta Argentina | 2012            | ―         | ―         | ―         | 1             | 0             | 0             | ―            | ―            | ―            | ―       | ―       | ―       | 1     | 0     | 0      |
| Absoluta Argentina | 2013            | 4         | 0         | 0         | 5             | 0             | 1             | ―            | ―            | ―            | ―       | ―       | ―       | 9     | 0     | 1      |
| Absoluta Argentina | 2014            | 5         | 0         | 0         | ―             | ―             | ―             | ―            | ―            | ―            | 7       | 0       | 0       | 12    | 0     | 0      |
| Absoluta Argentina | 2015            | 1         | 0         | 1         | 3             | 1             | 0             | 6            | 0            | 0            | ―       | ―       | ―       | 10    | 1     | 1      |
| Absoluta Argentina | 2016            | 1         | 0         | 0         | 6             | 0             | 0             | 4            | 0            | 0            | ―       | ―       | ―       | 11    | 0     | 0      |
| Absoluta Argentina | 2017            | 2         | 0         | 0         | 4             | 0             | 0             | ―            | ―            | ―            | ―       | ―       | ―       | 6     | 0     | 0      |
| Absoluta Argentina | 2018            | 2         | 0         | 0         | ―             | ―             | ―             | ―            | ―            | ―            | 1       | 0       | 0       | 3     | 0     | 0      |
| Total selección    | Total selección | 19        | 0         | 1         | 19            | 1             | 1             | 12           | 0            | 0            | 8       | 0       | 0       | 58    | 1     | 2      |
| 1. 2. 3.           |                 |           |           |           |               |               |               |              |              |              |         |         |         |       |       |        |

### Resumen estadístico
| Torneo                  | Part. | Goles | Asist. |
| ----------------------- | ----- | ----- | ------ |
| Liga                    | 547   | 32    | 60     |
| Copas nacionales        | 56    | 4     | 4      |
| Torneos internacionales | 84    | 4     | 10     |
| Selección absoluta      | 58    | 1     | 2      |
| Total                   | 745   | 41    | 76     |

## Palmarés

### Títulos nacionales
| Título                      | Club                | País    | Año     |
| --------------------------- | ------------------- | ------- | ------- |
| Primera División de Bélgica | R. S. C. Anderlecht | Bélgica | 2005-06 |
| Supercopa de Bélgica        | R. S. C. Anderlecht | Bélgica | 2006    |
| Primera División de Bélgica | R. S. C. Anderlecht | Bélgica | 2006-07 |
| Supercopa de Bélgica        | R. S. C. Anderlecht | Bélgica | 2007    |
| Copa de Bélgica             | R. S. C. Anderlecht | Bélgica | 2008    |
| Primera División de Bélgica | R. S. C. Anderlecht | Bélgica | 2009-10 |
| Supercopa de Bélgica        | R. S. C. Anderlecht | Bélgica | 2010    |
| Primera División de Bélgica | R. S. C. Anderlecht | Bélgica | 2011-12 |
| Primera División de Bélgica | R. S. C. Anderlecht | Bélgica | 2012-13 |

### Títulos internacionales
| Título                         | Club (*)               | País         | Año  |
| ------------------------------ | ---------------------- | ------------ | ---- |
| Campeonato Sudamericano Sub-17 | Selección de Argentina | Bolivia      | 2003 |
| Copa Mundial de Fútbol Sub-20  | Selección de Argentina | Países Bajos | 2005 |

(*) Incluyendo la selección